# Græskkatolsk
Betegnelsen græskkatolsk kan hentyde til to forskellige grupper af kirkesamfund:
- De ortodokse kirker – den dominerende kirkeretning i Østeuropa og Nærorienten. Disse kirker anerkender ikke pavens overhøjhed.
- De unerede kirker – østlige kirker, der anerkender den romerskkatolske kirkes pave, men som i øvrigt er uafhængig af den romerskkatolske kirke og har en liturgi, der mere minder om de ortodokse kirkers.

Desuden findes udtrykket "at være græskkatolsk" over for noget, som betyder at være ligeglad med det.
De ortodokse kirker i øst er ikke græskkatolske, men derimod græsk-ortodokse[kilde mangler]. De unerede kirker hedder netop "unerede"[kilde mangler] og ikke græskkatolske. De forefindes bl.a. i Ukraine[kilde mangler]. Skismaet i 1054, hvor paven i Rom og Patriarken i Konstantinopel ekskommunikerede hinanden i en strid om overhøjhed over kristendommen, danner baggrund for at udtale sig om hvorvidt man er græsk-ortodoks eller romersk-katolsk[kilde mangler]. Når man derfor[kilde mangler] siger man er græsk-katolsk udmelder man en ligegyldighed overfor begge retninger, hvilket har fundet vej til det danske sprog som en almindelig tilkendegivelse på ligegyldighed i alle mulige sammenhænge.